# Medagliati olimpici nella ginnastica artistica femminile
Elenco delle vincitrici di medaglia olimpica nella ginnastica artistica, ordinate per specialità.

## Medagliere
Il seguente medagliere, aggiornato a Parigi 2024 (5 agosto 2024), prende in considerazione anche le medaglie dei Giochi olimpici intermedi di Atene 1896 In corsivo le nazioni (o squadre) non più esistenti.
| Pos | Nazione                   | Oro | Argento | Bronzo | Totale |
| --- | ------------------------- | --- | ------- | ------ | ------ |
| 1   | Unione Sovietica          | 33  | 29      | 26     | 88     |
| 2   | Romania                   | 24  | 16      | 23     | 63     |
| 3   | Stati Uniti               | 19  | 23      | 19     | 61     |
| 4   | Cecoslovacchia            | 9   | 6       | 1      | 16     |
| 5   | Cina                      | 7   | 9       | 9      | 25     |
| 6   | Ungheria                  | 7   | 6       | 10     | 23     |
| 7   | Russia                    | 6   | 9       | 8      | 23     |
| 8   | Germania Est              | 3   | 10      | 7      | 20     |
| 9   | Squadra Unificata         | 3   | 1       | 2      | 6      |
| 10  | Brasile                   | 2   | 3       | 1      | 6      |
| 11  | Ucraina                   | 2   | 1       | 0      | 3      |
| 12  | Paesi Bassi               | 2   | 0       | 0      | 2      |
| 13  | Italia                    | 1   | 3       | 1      | 5      |
| 14  | ROC                       | 1   | 1       | 2      | 4      |
| 15  | Germania                  | 1   | 1       | 1      | 3      |
| 15  | Svezia                    | 1   | 1       | 1      | 3      |
| 17  | Belgio                    | 1   | 0       | 0      | 1      |
| 17  | Corea del Nord            | 1   | 0       | 0      | 1      |
| 17  | Francia                   | 1   | 0       | 0      | 1      |
| 17  | Algeria                   | 1   | 0       | 0      | 1      |
| 21  | Squadra Unificata Tedesca | 0   | 1       | 0      | 1      |
| 22  | Gran Bretagna             | 0   | 0       | 4      | 4      |
| 23  | Giappone                  | 0   | 0       | 2      | 2      |
| 24  | Bulgaria                  | 0   | 0       | 1      | 1      |
| 24  | Polonia                   | 0   | 0       | 1      | 1      |
| 24  | Spagna                    | 0   | 0       | 1      | 1      |
| 24  | Svizzera                  | 0   | 0       | 1      | 1      |
| 24  | Corea del Sud             | 0   | 0       | 1      | 1      |

## Albo d'oro

### Concorso a squadre
| Edizione                                          | Oro               | Argento        | Bronzo         |
| ------------------------------------------------- | ----------------- | -------------- | -------------- |
| Amsterdam 1928                                    | Paesi Bassi       | Italia         | Gran Bretagna  |
| Berlino 1936                                      | Germania          | Cecoslovacchia | Ungheria       |
| Londra 1948                                       | Cecoslovacchia    | Ungheria       | Stati Uniti    |
| Helsinki 1952                                     | Unione Sovietica  | Ungheria       | Cecoslovacchia |
| Melbourne 1956                                    | Unione Sovietica  | Ungheria       | Romania        |
| Roma 1960                                         | Unione Sovietica  | Cecoslovacchia | Romania        |
| Tokyo 1964                                        | Unione Sovietica  | Cecoslovacchia | Giappone       |
| Città del Messico 1968                            | Unione Sovietica  | Cecoslovacchia | Germania Est   |
| Monaco 1972                                       | Unione Sovietica  | Germania Est   | Ungheria       |
| Montreal 1976                                     | Unione Sovietica  | Romania        | Germania Est   |
| Mosca 1980                                        | Unione Sovietica  | Romania        | Germania Est   |
| Los Angeles 1984                                  | Romania           | Stati Uniti    | Cina           |
| Seul 1988                                         | Unione Sovietica  | Romania        | Germania Est   |
| Barcellona 1992                                   | Squadra Unificata | Romania        | Stati Uniti    |
| Atlanta 1996                                      | Stati Uniti       | Russia         | Romania        |
| Sydney 2000                                       | Romania           | Russia         | Stati Uniti    |
| Atene 2004                                        | Romania           | Stati Uniti    | Russia         |
| Pechino 2008                                      | Cina              | Stati Uniti    | Romania        |
| Londra 2012                                       | Stati Uniti       | Russia         | Romania        |
| Rio de Janeiro 2016                               | Stati Uniti       | Russia         | Cina           |
| Tokyo 2020                                        | ROC               | Stati Uniti    | Regno Unito    |
| Parigi 2024                                       | Stati Uniti       | Italia         | Brasile        |
| Nazione meglio premiata: Unione Sovietica (9/0/0) |                   |                |                |

### Concorso individuale
| Edizione                                        | Oro                                             | Argento                                           | Bronzo                                            |
| ----------------------------------------------- | ----------------------------------------------- | ------------------------------------------------- | ------------------------------------------------- |
| Helsinki 1952                                   | Marija Gorochovskaja                            | Nina Bočarova                                     | Margit Korondi                                    |
| Melbourne 1956                                  | Larisa Latynina                                 | Ágnes Keleti                                      | Sof'ja Muratova                                   |
| Roma 1960                                       | Larisa Latynina                                 | Sof'ja Muratova                                   | Polina Astachova                                  |
| Tokyo 1964                                      | Věra Čáslavská                                  | Larisa Latynina                                   | Polina Astachova                                  |
| Città del Messico 1968                          | Věra Čáslavská                                  | Zinaida Voronina                                  | Natal'ja Kučinskaja                               |
| Monaco 1972                                     | Ljudmila Turiščeva                              | Karin Janz                                        | Tamara Lazakovič                                  |
| Montreal 1976                                   | Nadia Comăneci                                  | Nelli Kim                                         | Ljudmila Turiščeva                                |
| Mosca 1980                                      | Elena Davydova                                  | Nadia Comăneci                                    | —                                                 |
| Mosca 1980                                      | Elena Davydova                                  | Maxi Gnauck                                       | —                                                 |
| Los Angeles 1984                                | Mary Lou Retton                                 | Ecaterina Szabó                                   | Simona Păucă                                      |
| Seul 1988                                       | Elena Šušunova                                  | Daniela Silivaș                                   | S'vjatlana Bahinskaja                             |
| Barcellona 1992                                 | Tetjana Hucu                                    | Shannon Miller                                    | Lavinia Miloșovici                                |
| Atlanta 1996                                    | Lilija Podkopajeva                              | Gina Gogean                                       | Lavinia Miloșovici                                |
| Atlanta 1996                                    | Lilija Podkopajeva                              | Gina Gogean                                       | Simona Amânar                                     |
| Sydney 2000                                     | Simona Amânar                                   | Maria Olaru                                       | Liu Xuan                                          |
| Atene 2004                                      | Carly Patterson                                 | Svetlana Chorkina                                 | Zhang Nan                                         |
| Pechino 2008                                    | Nastia Liukin                                   | Shawn Johnson                                     | Yang Yilin                                        |
| Londra 2012                                     | Gabrielle Douglas                               | Viktorija Komova                                  | Alija Mustafina                                   |
| Rio de Janeiro 2016                             | Simone Biles                                    | Alexandra Raisman                                 | Alija Mustafina                                   |
| Tokyo 2020                                      | Sunisa Lee                                      | Rebeca Andrade                                    | Angelina Mel'nikova                               |
| Parigi 2024                                     | Simone Biles                                    | Rebeca Andrade                                    | Sunisa Lee                                        |
| Atleta meglio premiato: Larisa Latynina (2/1/0) | Atleta meglio premiato: Larisa Latynina (2/1/0) | Nazione meglio premiata: Unione Sovietica (6/5/7) | Nazione meglio premiata: Unione Sovietica (6/5/7) |

#### Volteggio
| Edizione                                                      | Oro                                                           | Argento                                           | Bronzo                                            |
| ------------------------------------------------------------- | ------------------------------------------------------------- | ------------------------------------------------- | ------------------------------------------------- |
| Helsinki 1952                                                 | Ekaterina Kalinčuk                                            | Marija Gorochovskaja                              | Galina Minaičeva                                  |
| Melbourne 1956                                                | Larisa Latynina                                               | Tamara Manina                                     | Olga Tass-Lemhényi                                |
| Melbourne 1956                                                | Larisa Latynina                                               | Tamara Manina                                     | Ann-Sofi Pettersson                               |
| Roma 1960                                                     | Margarita Nikolaeva                                           | Sof'ja Muratova                                   | Larisa Latynina                                   |
| Tokyo 1964                                                    | Věra Čáslavská                                                | Larisa Latynina                                   | —                                                 |
| Tokyo 1964                                                    | Věra Čáslavská                                                | Birgit Radochla                                   | —                                                 |
| Città del Messico 1968                                        | Věra Čáslavská                                                | Erika Zuchold                                     | Zinaida Voronina                                  |
| Monaco 1972                                                   | Karin Janz                                                    | Erika Zuchold                                     | Ljudmila Turiščeva                                |
| Montreal 1976                                                 | Nelli Kim                                                     | Carola Dombeck Ljudmila Turiščeva                 | __                                                |
| Mosca 1980                                                    | Natal'ja Šapošnikova                                          | Steffi Kräker                                     | Melita Ruhn                                       |
| Los Angeles 1984                                              | Ecaterina Szabó                                               | Mary Lou Retton                                   | Lavinia Agache                                    |
| Seul 1988                                                     | S'vjatlana Bahinskaja                                         | Gabriela Potorac                                  | Daniela Silivaș                                   |
| Barcellona 1992                                               | Lavinia Miloșovici                                            | —                                                 | Tetjana Lysenko                                   |
| Barcellona 1992                                               | Henrietta Ónodi                                               | —                                                 | Tetjana Lysenko                                   |
| Atlanta 1996                                                  | Simona Amânar                                                 | Mo Huilan                                         | Gina Gogean                                       |
| Sydney 2000                                                   | Elena Zamolodčikova                                           | Andreea Răducan                                   | Ekaterina Lobazniouk                              |
| Atene 2004                                                    | Monica Roșu                                                   | Annia Hatch                                       | Anna Pavlova                                      |
| Pechino 2008                                                  | Hong Un-jong                                                  | Oksana Čusovitina                                 | Cheng Fei                                         |
| Londra 2012                                                   | Sandra Izbașa                                                 | McKayla Maroney                                   | Marija Paseka                                     |
| Rio de Janeiro 2016                                           | Simone Biles                                                  | Marija Paseka                                     | Giulia Steingruber                                |
| Tokyo 2020                                                    | Rebeca Andrade                                                | MyKayla Skinner                                   | Yeo Seo-jeong                                     |
| Parigi 2024                                                   | Simone Biles                                                  | Rebeca Andrade                                    | Jade Carey                                        |
| Atleta meglio premiato: Věra Čáslavská e Simone Biles (2/0/0) | Atleta meglio premiato: Věra Čáslavská e Simone Biles (2/0/0) | Nazione meglio premiata: Unione Sovietica (6/5/4) | Nazione meglio premiata: Unione Sovietica (6/5/4) |

#### Parallele asimmetriche
| Edizione                                                        | Oro                                                             | Argento                                 | Bronzo                                  |
| --------------------------------------------------------------- | --------------------------------------------------------------- | --------------------------------------- | --------------------------------------- |
| Helsinki 1952                                                   | Margit Korondi                                                  | Marija Gorochovskaja                    | Ágnes Keleti                            |
| Melbourne 1956                                                  | Ágnes Keleti                                                    | Larisa Latynina                         | Sof'ja Muratova                         |
| Roma 1960                                                       | Polina Astachova                                                | Larisa Latynina                         | Tamara Ljuchina                         |
| Tokyo 1964                                                      | Polina Astachova                                                | Katalin Makray                          | Larisa Latynina                         |
| Città del Messico 1968                                          | Věra Čáslavská                                                  | Karin Janz                              | Zinaida Voronina                        |
| Monaco 1972                                                     | Karin Janz                                                      | Olga Korbut                             | —                                       |
| Monaco 1972                                                     | Karin Janz                                                      | Erika Zuchold                           | —                                       |
| Montreal 1976                                                   | Nadia Comăneci                                                  | Teodora Ungureanu                       | Márta Egervári                          |
| Mosca 1980                                                      | Maxi Gnauck                                                     | Emilia Eberle                           | Marija Filatova                         |
| Mosca 1980                                                      | Maxi Gnauck                                                     | Emilia Eberle                           | Steffi Kräker                           |
| Mosca 1980                                                      | Maxi Gnauck                                                     | Emilia Eberle                           | Melita Ruhn                             |
| Los Angeles 1984                                                | Ma Yanhong                                                      | —                                       | Mary Lou Retton                         |
| Los Angeles 1984                                                | Julianne McNamara                                               | —                                       | Mary Lou Retton                         |
| Seul 1988                                                       | Daniela Silivaș                                                 | Dagmar Kersten                          | Elena Šušunova                          |
| Barcellona 1992                                                 | Lu Li                                                           | Tetjana Hucu                            | Shannon Miller                          |
| Atlanta 1996                                                    | Svetlana Chorkina                                               | Bi Wenjing                              | —                                       |
| Atlanta 1996                                                    | Svetlana Chorkina                                               | Amy Chow                                | —                                       |
| Sydney 2000                                                     | Svetlana Chorkina                                               | Ling Jie                                | Yang Yun                                |
| Atene 2004                                                      | Émilie Le Pennec                                                | Terin Humphrey                          | Courtney Kupets                         |
| Pechino 2008                                                    | He Kexin                                                        | Nastia Liukin                           | Yang Yilin                              |
| Londra 2012                                                     | Alija Mustafina                                                 | He Kexin                                | Elizabeth Tweddle                       |
| Rio de Janeiro 2016                                             | Alija Mustafina                                                 | Madison Kocian                          | Sophie Scheder                          |
| Tokyo 2020                                                      | Nina Derwael                                                    | Anastasija Il'jankova                   | Sunisa Lee                              |
| Parigi 2024                                                     | Kaylia Nemour                                                   | Qiu Qiyuan                              | Sunisa Lee                              |
| Atleta meglio premiato: Astachova, Chorkina e Mustafina (2/0/0) | Atleta meglio premiato: Astachova, Chorkina e Mustafina (2/0/0) | Nazione meglio premiata: Russia (4/1/0) | Nazione meglio premiata: Russia (4/1/0) |

#### Trave
| Edizione                                       | Oro                                            | Argento                                  | Bronzo                                   |
| ---------------------------------------------- | ---------------------------------------------- | ---------------------------------------- | ---------------------------------------- |
| Helsinki 1952                                  | Nina Bočarova                                  | Marija Gorochovskaja                     | Margit Korondi                           |
| Melbourne 1956                                 | Ágnes Keleti                                   | Eva Bosáková                             | —                                        |
| Melbourne 1956                                 | Ágnes Keleti                                   | Tamara Manina                            | —                                        |
| Roma 1960                                      | Eva Bosáková                                   | Larisa Latynina                          | Sof'ja Muratova                          |
| Tokyo 1964                                     | Věra Čáslavská                                 | Tamara Manina                            | Larisa Latynina                          |
| Città del Messico 1968                         | Natal'ja Kučinskaja                            | Věra Čáslavská                           | Larisa Petrik                            |
| Monaco 1972                                    | Ol'ga Korbut                                   | Tamara Lazakovič                         | Karin Janz                               |
| Montreal 1976                                  | Nadia Comăneci                                 | Ol'ga Korbut                             | Teodora Ungureanu                        |
| Mosca 1980                                     | Nadia Comăneci                                 | Elena Davydova                           | Natal'ja Šapošnikova                     |
| Los Angeles 1984                               | Ecaterina Szabó                                | —                                        | Kathy Johnson                            |
| Los Angeles 1984                               | Simona Păucă                                   | —                                        | Kathy Johnson                            |
| Seul 1988                                      | Daniela Silivaș                                | Elena Šušunova                           | Phoebe Mills                             |
| Seul 1988                                      | Daniela Silivaș                                | Elena Šušunova                           | Gabriela Potorac                         |
| Barcellona 1992                                | Tetjana Lysenko                                | Shannon Miller                           | —                                        |
| Barcellona 1992                                | Tetjana Lysenko                                | Lu Li                                    | —                                        |
| Atlanta 1996                                   | Shannon Miller                                 | Lilija Podkopajeva                       | Gina Gogean                              |
| Sydney 2000                                    | Liu Xuan                                       | Ekaterina Lobaznjuk                      | Elena Produnova                          |
| Atene 2004                                     | Cătălina Ponor                                 | Carly Patterson                          | Alexandra Eremia                         |
| Pechino 2008                                   | Shawn Johnson                                  | Nastia Liukin                            | Cheng Fei                                |
| Londra 2012                                    | Deng Linlin                                    | Sui Lu                                   | Alexandra Raisman                        |
| Rio de Janeiro 2016                            | Sanne Wevers                                   | Laurie Hernandez                         | Simone Biles                             |
| Tokyo 2020                                     | Guan Chenchen                                  | Tang Xijing                              | Simone Biles                             |
| Parigi 2024                                    | Alice D'Amato                                  | Zhou Yaqin                               | Manila Esposito                          |
| Atleta meglio premiato: Nadia Comăneci (2/0/0) | Atleta meglio premiato: Nadia Comăneci (2/0/0) | Nazione meglio premiata: Romania (6/0/4) | Nazione meglio premiata: Romania (6/0/4) |

#### Corpo libero
| Edizione                                        | Oro                                             | Argento                                           | Bronzo                                            |
| ----------------------------------------------- | ----------------------------------------------- | ------------------------------------------------- | ------------------------------------------------- |
| Helsinki 1952                                   | Ágnes Keleti                                    | Marija Gorochovskaja                              | Margit Korondi                                    |
| Melbourne 1956                                  | Ágnes Keleti                                    | —                                                 | Elena Leușteanu                                   |
| Melbourne 1956                                  | Larisa Latynina                                 | —                                                 | Elena Leușteanu                                   |
| Roma 1960                                       | Larisa Latynina                                 | Polina Astachova                                  | Tamara Ljuchina                                   |
| Tokyo 1964                                      | Larisa Latynina                                 | Polina Astachova                                  | Anikó Ducza-Jánosi                                |
| Città del Messico 1968                          | Věra Čáslavská                                  | —                                                 | Natal'ja Kučinskaja                               |
| Città del Messico 1968                          | Larisa Petrik                                   | —                                                 | Natal'ja Kučinskaja                               |
| Monaco 1972                                     | Ol'ga Korbut                                    | Ljudmila Turiščeva                                | Tamara Lazakovič                                  |
| Montreal 1976                                   | Nelli Kim                                       | Ljudmila Turiščeva                                | Nadia Comăneci                                    |
| Mosca 1980                                      | Nadia Comăneci                                  | —                                                 | Maxi Gnauck                                       |
| Mosca 1980                                      | Nelli Kim                                       | —                                                 | Natal'ja Šapošnikova                              |
| Los Angeles 1984                                | Ecaterina Szabó                                 | Julianne McNamara                                 | Mary Lou Retton                                   |
| Seul 1988                                       | Daniela Silivaș                                 | S'vjatlana Bahinskaja                             | Diana Dudeva                                      |
| Barcellona 1992                                 | Lavinia Miloșovici                              | Henrietta Ónodi                                   | Cristina Bontaș                                   |
| Barcellona 1992                                 | Lavinia Miloșovici                              | Henrietta Ónodi                                   | Tetjana Hucu                                      |
| Barcellona 1992                                 | Lavinia Miloșovici                              | Henrietta Ónodi                                   | Shannon Miller                                    |
| Atlanta 1996                                    | Lilija Podkopajeva                              | Simona Amânar                                     | Dominique Dawes                                   |
| Sydney 2000                                     | Elena Zamolodčikova                             | Svetlana Chorkina                                 | Simona Amânar                                     |
| Atene 2004                                      | Cătălina Ponor                                  | Nicoleta Daniela Șofronie                         | Patricia Moreno                                   |
| Pechino 2008                                    | Sandra Izbașa                                   | Shawn Johnson                                     | Nastia Liukin                                     |
| Londra 2012                                     | Alexandra Raisman                               | Cătălina Ponor                                    | Alija Mustafina                                   |
| Rio de Janeiro 2016                             | Simone Biles                                    | Alexandra Raisman                                 | Amy Tinkler                                       |
| Tokyo 2020                                      | Jade Carey                                      | Vanessa Ferrari                                   | Mai Murakami                                      |
| Tokyo 2020                                      | Jade Carey                                      | Vanessa Ferrari                                   | Angelina Mel'nikova                               |
| Parigi 2024                                     | Rebeca Andrade                                  | Simone Biles                                      | Ana Bărbosu                                       |
| Atleta meglio premiato: Larisa Latynina (3/0/0) | Atleta meglio premiato: Larisa Latynina (3/0/0) | Nazione meglio premiata: Unione Sovietica (7/6/4) | Nazione meglio premiata: Unione Sovietica (7/6/4) |

### Eventi non più disputati
| Edizione           | Oro                | Argento            | Bronzo             |
| Attrezzo a squadre | Attrezzo a squadre | Attrezzo a squadre | Attrezzo a squadre |
| ------------------ | ------------------ | ------------------ | ------------------ |
| Helsinki 1952      | Svezia             | Unione Sovietica   | Ungheria           |
| Melbourne 1956     | Ungheria           | Svezia             | Unione Sovietica   |
| Melbourne 1956     | Ungheria           | Svezia             | Polonia            |